# كبلر-11f
كيبلر 11 إف (بالإنجليزية: Kepler-11f)‏ الذي يرمز له بالرمز KOI-157.04، هو كوكب خارج المجموعة الشمسية، في كوكبة الدجاجة (كوكبة)، يتبع Kepler-11.

## الاكتشاف
اكتشف في 2 فبراير 2011، وكانت طريقة الاكتشاف طريقة العبور.